# Róża Luksemburg
Róża Luksemburg, właśc. Rozalia Luxenburg, ps. R. Kruszyńska, Spartakus, Junius (ur. 5 marca 1871 w Zamościu, zm. 15 stycznia 1919 w Berlinie) – polska ekonomistka, myślicielka polityczna, działaczka antywojenna i działaczka polskiej oraz niemieckiej socjaldemokracji. Współzałożycielka, przywódczyni i główny ideolog SDKPiL, współzałożycielka Komunistycznej Partii Niemiec (KPD). Urodzona i wychowana w zasymilowanej rodzinie żydowskiej w Polsce; w 1897 otrzymała obywatelstwo niemieckie.
Ze względu na ostrą krytykę zarówno leninowskiej, jak i bardziej umiarkowanej socjaldemokratycznej szkoły socjalizmu, Róża Luksemburg spotkała się z ambiwalentnym odbiorem wśród uczonych i teoretyków lewicy politycznej. Niemniej, po okresie stalinizmu, sfałszowany obraz Róży Luksemburg oraz jej politycznego sojusznika Karla Liebknechta były wykorzystywane przez propagandę komunistycznego rządu Niemieckiej Republiki Demokratycznej.
Pomimo własnej polskiej narodowości i silnych związków z polską kulturą, konflikt z Polską Partią Socjalistyczną (PPS) oraz późniejsza krytyka stalinowców uczyniły z niej kontrowersyjną postać historyczną we współczesnym dyskursie politycznym Polski.

## Życiorys

### Pochodzenie

#### Pradziadkowie

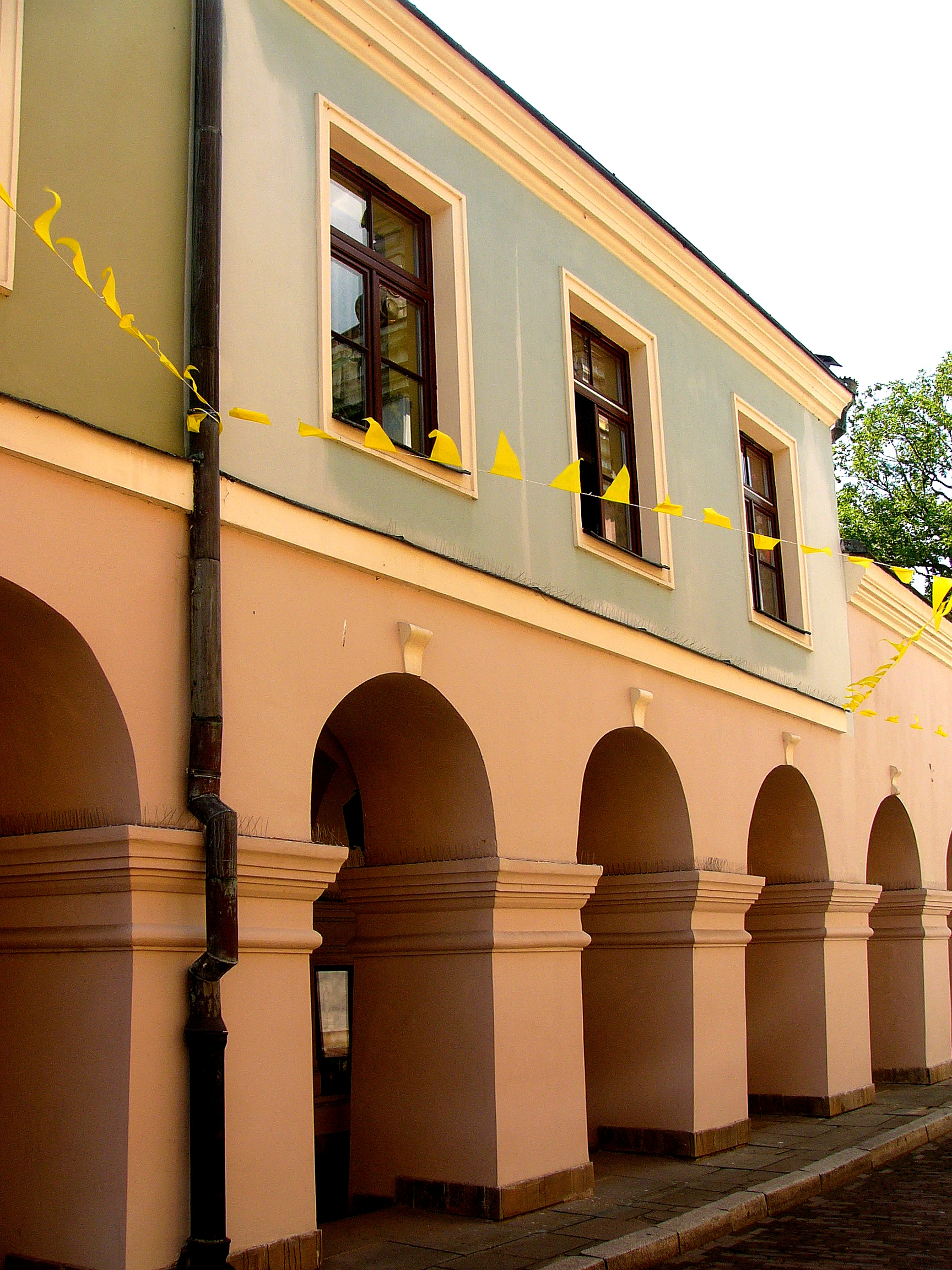
Kamienica przy ul. Staszica 37 w Zamościu, w latach 1966–2003 uważana za miejsce urodzenia Róży Luksemburg

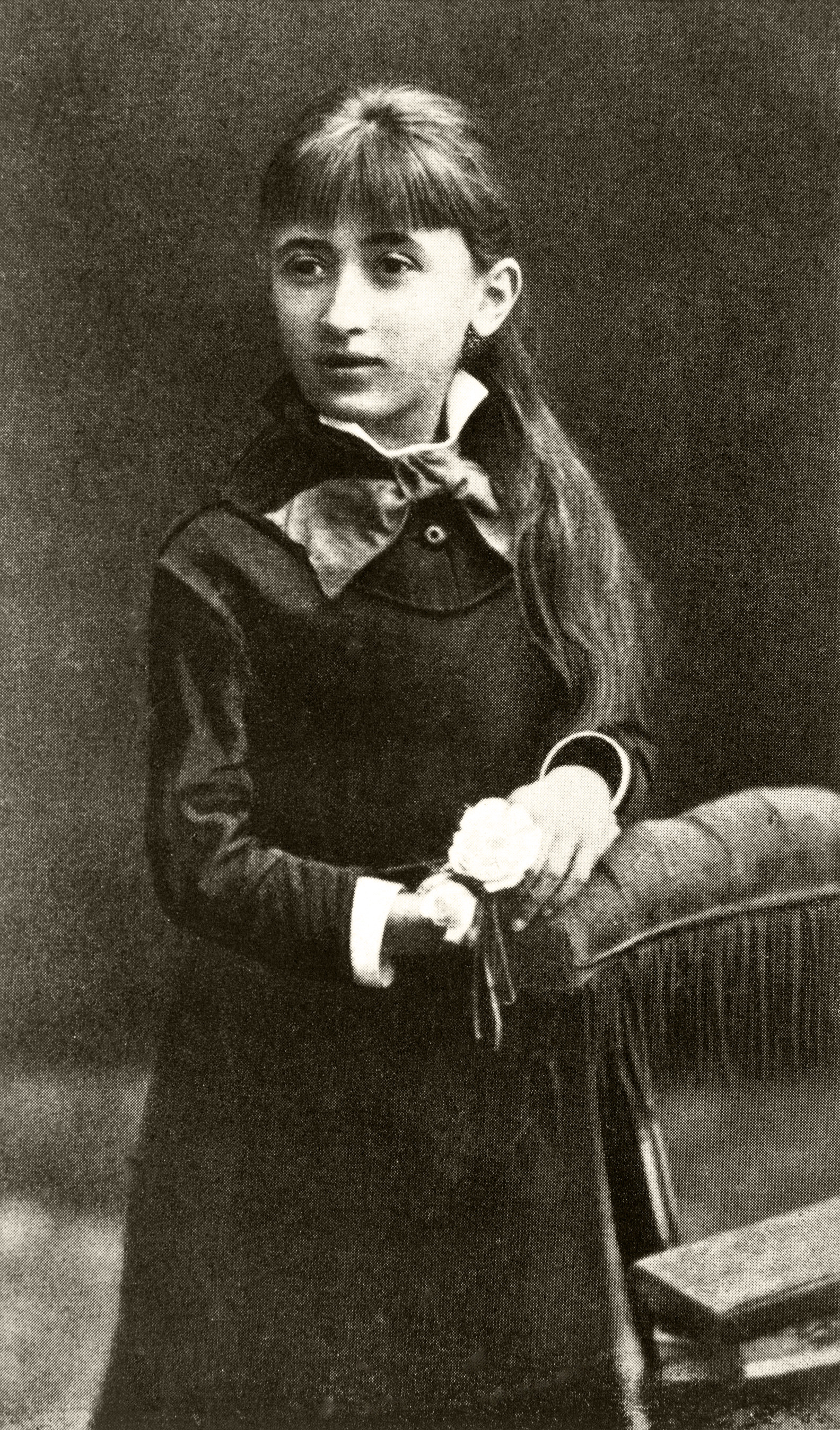
Róża Luksemburg w 1883

Niewiele wiadomo o pradziadkach Róży – Eliszy i Szayndli – ale historyczne dowody wskazują, że prawdopodobnie mieszkali w Warszawie.

#### Dziadkowie
Ich syn, dziadek Róży, Abraham Luxemburg, prawdopodobnie przed ślubem z Chaną Szlam (babką Róży) mieszkał w Warszawie i przeniósł się do Zamościa. Tam rozwinął dobrze prosperujące przedsiębiorstwo działające w przemyśle drzewnym, z siedzibą w Zamościu i Warszawie, ale z powiązaniami tak odległymi jak Gdańsk, Lipsk, Berlin i Hamburg. Był bogatym biznesmenem z międzynarodowymi koneksjami, którego stać było na zapewnienie swoim dzieciom edukacji za granicą w Cesarstwie Niemieckim. Popierał żydowski ruch reformatorski, stając się wybitnym członkiem zamojskich maskilamów. Był oddany emancypacji Żydów, mówił po polsku i w jidysz.

#### Rodzice
Ojcem Róży był syn Abrahama, Edward Eliasz. Urodził się w Zamościu 17 grudnia 1830 jako najstarszy z dziesięciorga rodzeństwa i spadkobierca firmy drzewnej ojca. Swoją żonę Linę Löwenstein poznał przez macochę Amalię, starszą siostrę Liny. Lina i Amalia były córkami rabina Wielkiego Międzyrzecza Izaaka Ozera Löwensteina, a ich bratem był reformowany rabin Isachar Dov Berish (Bernhard) Löwenstein ze Lwowa. Lina i Edward pobrali się ok. 1853 i mieszkali razem w Zamościu, gdzie Edward pracował z ojcem. Podobnie jak jego ojciec, Edward był czołowym członkiem zreformowanej społeczności żydowskiej w mieście. Gdy wybuchło powstanie styczniowe, Edward dostarczał broń polskim partyzantom i organizował zbiórki na rzecz powstania. Po upadku powstania stał się celem policji carskiej i został zmuszony do ukrywania się w Warszawie, pozostawiając rodzinę w Zamościu. W latach 60. i 70. XIX wieku często się przeprowadzał i doświadczał trudności finansowych; ostatecznie reszta rodziny, w tym dwuletnia Rosa, dołączyła do niego w Warszawie w 1873.

### Wczesne lata
Róża Luksemburg, faktyczne nazwisko Rozalia Luksenburg, urodziła się 5 marca 1871 przy ul. Ogrodowej 45 (obecnie ul. Kościuszki 7a) w Zamościu. Rodzina luksemburska była polskimi Żydami mieszkającymi w rosyjskim zaborze. Była piątym i najmłodszym dzieckiem Edwarda Eliasza Luxemburga i Liny Löwenstein. Luksemburg twierdziła później, że jej ojciec interesował się liberalnymi ideami, podczas gdy matka była osobą religijną i oczytaną. W domu mówiono po polsku i po niemiecku; Róża uczyła się także rosyjskiego. Rodzina przeniosła się do Warszawy w 1873. Wtedy zauważono, że Róża utykała na jedną nogę, co w 1876 błędnie zdiagnozowano jako powikłania po gruźlicy. Kończynę na rok usztywniono w gipsie, co miało ją naprostować. Kuracja jednak nie przyniosła żadnych efektów, ponieważ Róża faktycznie cierpiała z powodu dysplazji stawu biodrowego i miała już do końca życia utykać na jedną nogę. Choć z biegiem czasu nauczyła się biegle posługiwać rosyjskim, niemieckim i francuskim, to polski pozostał pierwszym językiem Róży. Już we wczesnych latach była uważana za inteligentną, pisała listy do rodziny, tłumaczyła niemieckie utwory na polski i imponowała bliskim deklamowaniem poezji, w tym z Pana Tadeusza Adama Mickiewicza, którego pozostawała miłośniczką przez całe życie i uznawała za największego polskiego poetę.
Rory Castle napisał: „Po dziadku i ojcu [Róża] odziedziczyła przekonanie, że najpierw była Polką, a potem Żydówką, jej namiętny sprzeciw wobec caratu i emocjonalny związek z językiem i kulturą polską. Choć jej rodzice byli religijni, to nie uważali się za Żydów z narodowości, a raczej „Polaków wyznania mojżeszowego”. Sama Róża do spraw wiary nie przywiązywała większej wagi, chociaż musiała uczęszczać na lekcje religii mojżeszowej w szkole, ponieważ w carskiej Rosji nie uznawano bezwyznaniowości.
Jak wskazuje również Rory Castle, nowsze badania nad rodziną Luksemburg i jej wczesnym życiem pokazują, że „Róża Luksemburg zyskała od swojej rodziny o wiele więcej, niż wcześniej rozumieli jej biografowie. Nie tylko pod względem wykształcenia, wsparcia finansowego i pomocy podczas jej częstych więzień, ale także pod względem tożsamości i polityki. Jej rodzina stanowiła zwartą sieć wsparcia, nawet gdy jej członkowie byli rozrzuceni po całej Europie. Ta solidna podstawa, która wspierała ją i zachęcała na każdym kroku, dała Luksemburg intelektualną i osobistą pewność siebie, aby wyjść i spróbować zmienić świat”. Szczególnie z prywatnej korespondencji Róży widać, że przez lata pozostawała bardzo blisko ze swoją rodziną, mimo iż często dzieliły ich granice wielu państw.

### Edukacja i aktywizm
W 1884 została zapisana do żeńskiego gimnazjum w Warszawie, do którego uczęszczała do 1887. Drugie Gimnazjum Żeńskie było szkołą, która rzadko przyjmowała polskie kandydatki, a przyjmowanie dzieci żydowskich było szczególnie wyjątkowe. Dzieciom wolno było mówić tylko po rosyjsku. Róża uczęszczała do tajnych kółek studiując twórczość polskich poetów i pisarzy, co oficjalnie było zabronione ze względu na prowadzoną wówczas w Imperium Rosyjskim politykę rusyfikacji wobec Polaków. Od 1886 Luksemburg należała do nielegalnej polskiej lewicowej Socjalno-Rewolucyjnej Partii Proletariat (założonej w 1882, wyprzedzając partie rosyjskie o dwadzieścia lat). Działalność polityczną rozpoczęła od pomocy przy organizowaniu strajku generalnego, w rezultacie którego czterech przywódców partii zostało skazanych na śmierć, a partia została rozwiązana, chociaż pozostali członkowie, w tym Luksemburg, utrzymywali spotkania w tajemnicy. W 1887 zdała maturę.
Róża Luksemburg była poszukiwana przez policję carską za swoją działalność w Proletariacie, przez co musiała ukrywać się na wsi, pracując jako korepetytorka w dworku. Aby uniknąć aresztowania, uciekła w 1889 do Szwajcarii przez „zieloną granicę”, w czym pomógł jej Marcin Kasprzak. Tam studiowała na Uniwersytecie w Zurychu, gdzie pobierała nauki z filozofii, historii, polityki, ekonomii i matematyki. Specjalizowała się w Staatswissenschaft (politologia), kryzysach gospodarczych i giełdowych oraz historii średniowiecza. Również w Zurychu poznała Leona Jogichesa, który potem stał się jej wieloletnim partnerem. Jej rozprawa doktorska Rozwój przemysłowy Polski (Die Industrielle Entwicklung Polens) została oficjalnie zaprezentowana wiosną 1897 na Uniwersytecie w Zurychu, czym uzyskała stopień doktora prawa. Jej praca została opublikowana przez Dunckera i Humblota w Lipsku w 1898. Była jedną z pierwszych kobiet na świecie z doktoratem z ekonomii i pierwszą Polką, która to osiągnęła.
W 1893 Luksemburg założyła wraz z Leonem Jogichesem i Julianem Marchlewskim „Sprawę Robotniczą”, która sprzeciwiała się nacjonalistycznej polityce PPS. Luksemburg wierzyła, że niepodległa Polska może powstać i istnieć tylko poprzez rewolucje socjalistyczne w Niemczech, Austro-Węgrzech i Rosji. Utrzymywała, że walka powinna toczyć się przeciwko kapitalizmowi, a nie tylko o niepodległość Polski. Jej stanowisko odmawiające narodowego prawa do samostanowienia wywołało filozoficzny spór z Włodzimierzem Leninem. Luksemburg i Jogisches byli współzałożycielami Socjaldemokracja Królestwa Polskiego i Litwy (SDKPiL), po połączeniu organizacji socjaldemokratycznych Królestwa Polskiego i Litwy. Mimo że większość dorosłego życia mieszkała w Niemczech, Luksemburg była główną teoretyczką Socjaldemokracji Królestwa Polskiego (SDKP, później SDKPiL) i kierowała partią w partnerstwie z Jogichesem, jej głównym organizatorem. Pozostała sentymentalna do kultury polskiej, jej ulubionym poetą był Adam Mickiewicz, a także zaciekle sprzeciwiała się germanizacji Polaków w zaborze pruskim; w 1900 wydała w Poznaniu broszurę na ten temat. Wcześniej, w 1893, pisała też przeciwko rusyfikacji Polaków przez absolutystyczny rząd Imperium Rosyjskiego, a w 1895 wydała publikację Niepodległa Polska i sprawa robotnicza, w której dowodziła, że realizacja sprawy narodowej może być możliwa wyłącznie poprzez międzynarodową współpracę ruchu robotniczego.

### Rewolucja 1905

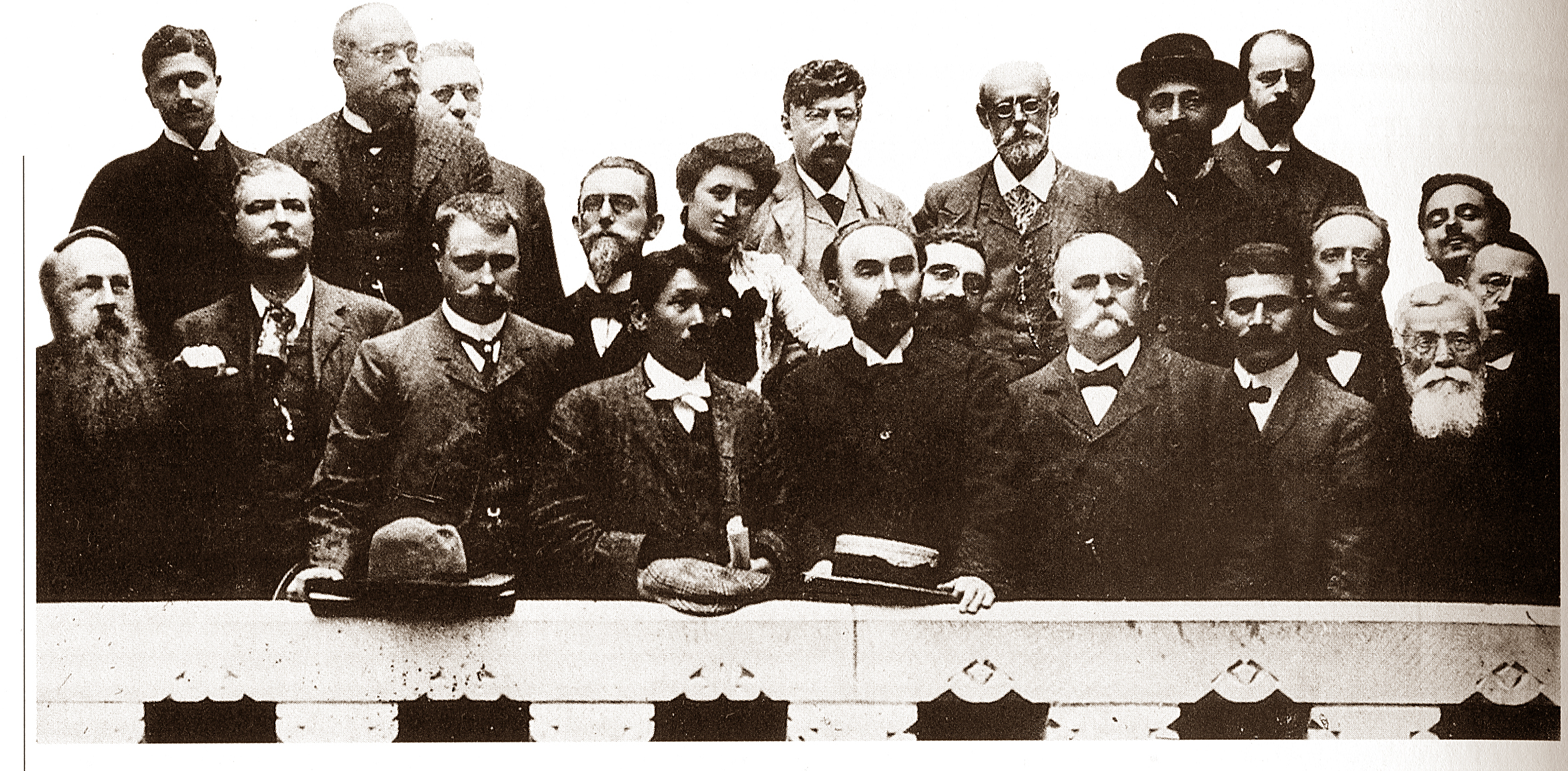
Róża Luksemburg wśród członków Prezydium II Międzynarodówki (1904)

Po wybuchu rewolucji 1905 roku, wbrew radom towarzyszy polskich i niemieckich, Luksemburg wyjechała do Warszawy pociągiem. Gdyby wówczas została rozpoznana, władze carskie uwięziłyby ją. Mimo to, zdecydowała się na podróż. Przybyła tam 30 grudnia dzięki paszportowi swojej niemieckiej koleżanki Anny Matschke i spotkała się z Jogichesem, który miesiąc wcześniej wrócił do Warszawy również na fałszywym paszporcie; mieszkali razem w pensjonacie na rogu ul. Jasnej i Świętokrzyskiej, skąd pisali do nielegalnie wydawanej gazety SDKPiL „Czerwony Sztandar”. Luksemburg była jednym z pierwszych pisarzy, którzy dostrzegli potencjał demokratyzacji rewolucji 1905 roku w Imperium Rosyjskim. Tylko w latach 1905-1906 napisała po polsku i niemiecku ponad 100 artykułów, broszur, odezw, tekstów i przemówień na temat rewolucji. Choć tylko najbliżsi przyjaciele i towarzysze Jogichesa i Luksemburg wiedzieli o ich powrocie do kraju, dzięki agentowi umieszczonemu przez władze carskie w kierownictwie SDKPiL. Ochrana aresztowała ich 4 marca 1906, podobno zastając parę w łóżku.
Luksemburg była przetrzymywana najpierw w więzieniu w ratuszu, potem na Pawiaku, a później w X Pawilonie Cytadeli Warszawskiej. Nadal pisała potajemnie za murami więziennymi dla SDKPiL, a jej prace przemycano poza więzienie. Po tym jak jej krewni przekupili dwóch funkcjonariuszy Ochrany, 28 czerwca 1906, ze względów zdrowotnych zapewniono jej tymczasowe zwolnienie za kaucją do czasu rozprawy sądowej. Na początku sierpnia przez Petersburg wyjechała do Kuokkala, wówczas część Wielkiego Księstwa Finlandii (który był autonomiczną częścią Imperium Rosyjskiego). Stamtąd w połowie września udało jej się potajemnie uciec do Niemiec.

### Niemcy

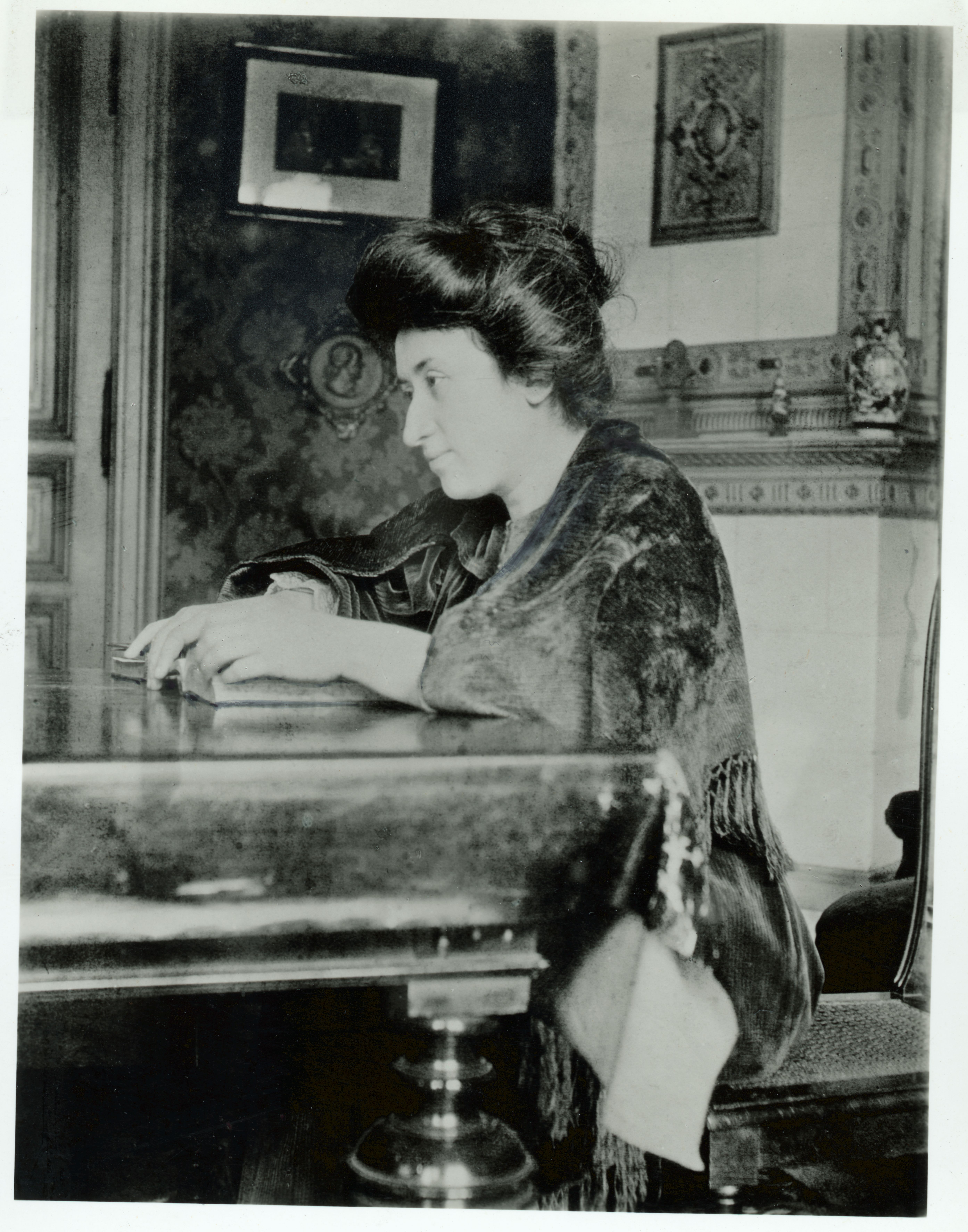
Róża Luksemburg w 1907

Luksemburg chciała przenieść się do Niemiec, aby znaleźć się w centrum walki partyjnej, ale nie miała możliwości uzyskania pozwolenia na pozostanie tam na czas nieokreślony. W kwietniu 1897 wyszła za mąż za syna starego przyjaciela Gustava Lübecka, aby uzyskać obywatelstwo niemieckie. Nigdy nie mieszkali razem i formalnie rozwiedli się pięć lat później. Wyjechała na krótko do Paryża, a następnie na stałe przeniosła się do Berlina, aby rozpocząć walkę przeciwko ruchowi reform konstytucyjnych Eduarda Bernsteina. Luksemburg czuła dużą niechęć do obecnego wówczas konserwatyzmu Berlina. Z pogardą odnosiła się do pruskich mężczyzn i miała urazę do tego, co postrzegała jako uścisk miejskiego kapitalizmu na socjaldemokracji. W Sekcji Kobiecej Socjaldemokratycznej Partii Niemiec (SPD) poznała Clarę Zetkin, z którą zaprzyjaźniła się na całe życie. Między 1907 a 1915 uwikłała się w romans z młodszym synem Klary, Kostją Zetkin, którego świadectwem jest około 600 zachowanych listów (obecnie w większości opublikowanych). Luksemburg była członkinią bezkompromisowego skrzydła lewicy w SPD. Ich stanowisko było takie, że cele wyzwolenia dla przemysłowej klasy robotniczej i wszystkich mniejszości można osiągnąć tylko przez rewolucję.

Opublikowane Listy Róży Luksemburg (ang. The Letters Of Rosa Luxemburg) rzucają ważne światło na jej życie w Niemczech. Jak pisze Irene Gammel w recenzji angielskiego tłumaczenia książki w ”The Globe and Mail„: „Trzy dekady objęte 230 listami w tym zbiorze stanowią kontekst dla jej głównego wkładu jako działaczki politycznej, teoretyczki socjalizmu i pisarki”. Jej reputację nadszarpnął dopiero cynizm Józefa Stalina w Pytaniach dotyczących historii bolszewizmu. Pisząc na nowo rosyjskie wydarzenia, winę za teorię rewolucji permanentnej zrzucił na barki Róży Luksemburg, słabo chwaląc jej ataki na Karla Kautsky’ego, które rozpoczęła w 1910. 

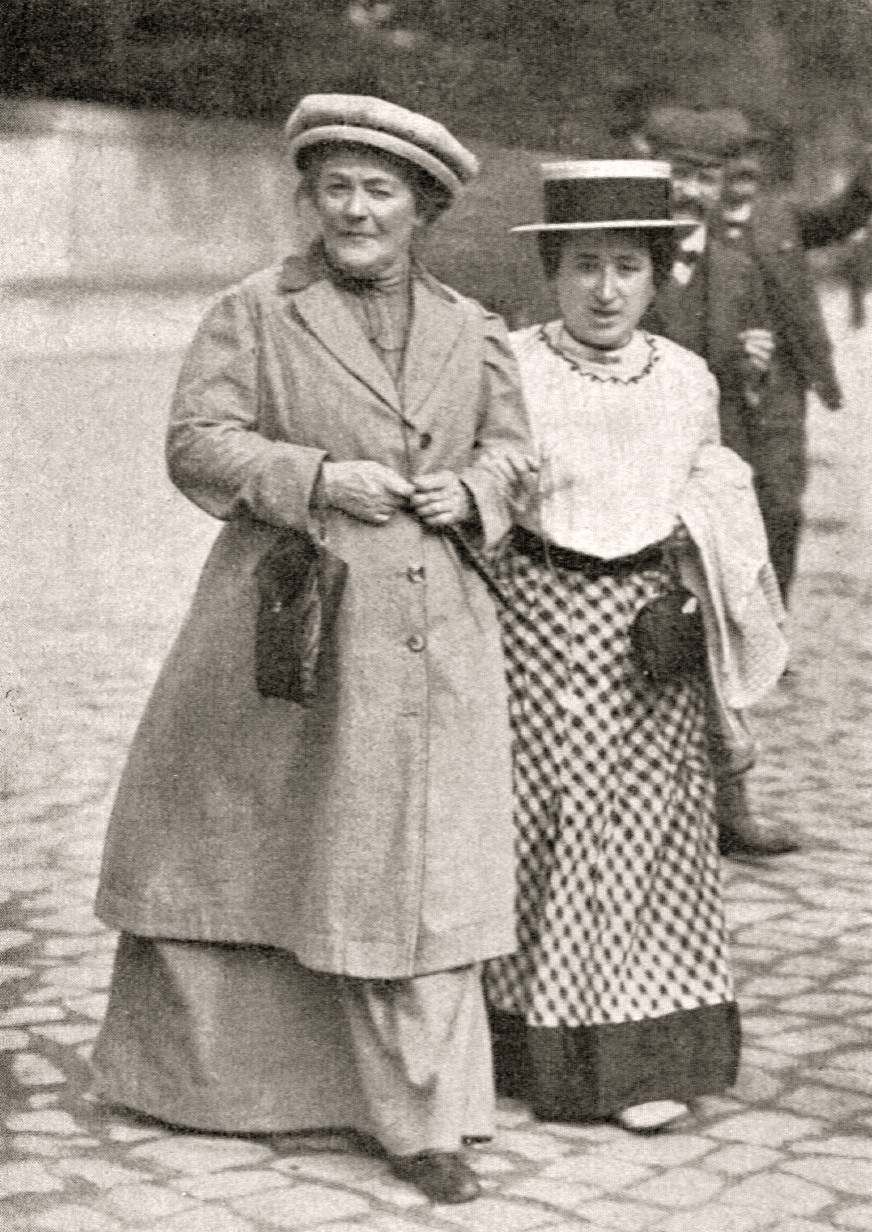
Róża Luksemburg z Clarą Zetkin w 1910

Według Gammel: „W swoim kontrowersyjnym tomie z 1913, Akumulacja kapitału, a także poprzez swoją pracę jako współzałożycielka radykalnego Związku Spartakusa, Luksemburg pomogła ukształtować młodą niemiecką demokrację, rozwijając raczej międzynarodowy niż nacjonalistyczny kierunek. Ta dalekowzroczność częściowo wyjaśnia jej niezwykłą popularność jako ikony socjalistycznej i ciągły oddźwięk w filmach, powieściach i pomnikach poświęconych jej życiu i twórczości”. Gammel zauważa również, że dla Luksemburg „rewolucja była sposobem na życie”, a jednak listy podważają również stereotyp „Czerwonej Róży” jako bezwzględnego wojownika. Jednak Akumulacja kapitału spotkała się z krytyką członków Komunistycznej Partii Niemiec, w 1923 Ruth Fischer i Arkadij Masłow potępili pracę jako pochodną błędnej kalkulacji ekonomicznej.
Luksemburg nadal identyfikowała się jako Polka i nie lubiła życia w Niemczech, co uważała za polityczną konieczność. W jej prywatnej korespondencji pisanej po polsku można znaleźć wiele negatywnych komentarzy na temat ówczesnego społeczeństwa niemieckiego, a jednocześnie wyrazy uznania dla twórczości Johanna Wolfganga von Goethego i ogólnie całej literatury niemieckiej. Choć brakowało jej obcowania z kulturą i językiem polskim, to z sympatią wspominała również swoje życie w Zurychu.

### Przed I wojną światową
Gdy w maju 1898 Luksemburg przeniosła się do Niemiec, zamieszkała w Berlinie. Działała tam w lewym skrzydle SPD, w którym stanowczo wyznaczała granicę między poglądami swojej frakcji a teorią rewizjonizmu Eduarda Bernsteina. Zaatakowała go w swojej broszurze Reforma społeczna czy rewolucja?, wydanej we wrześniu 1898. Retoryczne umiejętności Luksemburg uczyniły ją czołowym rzecznikiem w potępianiu reformistycznego kursu parlamentarnego SPD. Argumentowała, że różnicy między kapitałem a pracą można przeciwdziałać tylko wtedy, gdy proletariat przejmie władzę i dokona rewolucyjnych zmian w metodach produkcji. Chciała usunąć rewizjonistów z partii. Chociaż nigdy do tego nie doszło, to za kierownictwa Kautsky’ego zachowano w programie marksistowskie wpływy.
Od 1900 Luksemburg publikowała w gazetach analizy współczesnych problemów społeczno-gospodarczych Europy. Atakowała to, co uważała za niemiecki militaryzm i imperializm. Optowała za strajkiem generalnym, który miał pobudzić robotników do solidarności i zapobiec nadchodzącej wojnie. Jednak przywódcy SPD sprzeciwili się temu, w tym Karl Kautsky, z którym w 1910 Luksemburg zerwała współpracę. W latach 1904–1906 była trzykrotnie więziona za działalność polityczną. W 1907 pojechała do Londynu na piąty zjazd Socjaldemokratycznej Partii Robotnicza Rosji (SDPRR). Podczas pobytu w mieście miała odbyć kłótnię z Leonem Jogichesem, który w tym samym roku uciekł z carskiego więzienia. Dowiedziawszy się wcześniej o jej romansie z Kostją Zetkinem, groził Luksemburg śmiercią. Na kongresie II Międzynarodówki w Stuttgarcie została przyjęta jej rezolucja, w której domagała się, aby wszystkie europejskie partie robotnicze zjednoczyły się w próbie powstrzymania wojny.
Luksemburg nauczała marksizmu i ekonomii w berlińskim ośrodku szkoleniowym SPD. Jej były uczeń Friedrich Ebert został potem przywódcą SPD, a następnie pierwszym prezydentem Republiki Weimarskiej. W 1912 Luksemburg była przedstawicielką SPD na zjeździe Europejskich Socjalistów. Wraz z francuskim socjalistą Jeanem Jaurèsem argumentowała, że w momencie wybuchu wojny europejskie partie robotnicze powinny zorganizować strajk generalny. W 1913 na jednym z wieców powiedziała: „Jeżeli myślą, że zamierzamy podnieść broń mordu przeciwko naszym Francuzom i innym braciom, wtedy będziemy krzyczeć: »Nie zrobimy tego!«”. Jednak gdy na Bałkanach wybuchła przemoc spowodowana narodowymi zrywami, a następnie wojna w 1914, strajk generalny nie odbył się, a większość SPD poparła wojnę, podobnie jak francuscy socjaliści. Reichstag jednogłośnie zgodził się na finansowanie działań wojennych przez Cesarstwo Niemieckie. SPD głosowało za tym i zgodziło się na rozejm (Burgfrieden) z rządem cesarskim, obiecując powstrzymanie się od wszelkich strajków w czasie konfliktu. Gdy rewizjonizm, z którym Luksemburg walczyła od 1899, zatriumfował wśród europejskiej lewicy, Róża zaczęła rozważać samobójstwo.
W odpowiedzi Luksemburg zorganizowała we Frankfurcie demonstracje antywojenne, wzywając do odmowy poboru do wojska podyktowanej sumieniem, a także odmowy wykonywania rozkazów. Z tego powodu została skazana na rok więzienia za „podżeganie do nieposłuszeństwa wobec prawa i porządku władzy”. Wkrótce po jej śmierci o jej sławie wspomniał Grigorij Zinowjew w Radzie Piotrogrodzkiej 18 stycznia 1919, kiedy osądził jej wnikliwą ocenę bolszewizmu.

### W czasie wojny
W sierpniu 1914 Luksemburg, wraz z Karlem Liebknechtem, Clarą Zetkin i Franzem Mehringiem, założyli grupę Die Internationale („Międzynarodówkę”), która w styczniu 1916 przekształciła się w Związek Spartakusa. Wydawali nielegalne broszury antywojenne pod nazwą Spartakus, co stanowiło hołd wobec starożytnego trackiego gladiatora, który sprzeciwiał się Rzymianom. Związek Spartakusa stanowczo odrzucił poparcie SPD dla finansowania wojny i dążył do poprowadzenia niemieckiego proletariatu w celu wywołania antywojennego strajku generalnego.
1 maja 1916 Róża Luksemburg zorganizowała na Potsdamer Platz w Berlinie demonstrację antywojenną, która okazała się wielkim sukcesem. Do ósmej rano na placu zgromadziło się około 10 000 ludzi. Policja oskarżyła wówczas Karla Liebknechta, który miał przemawiać do tłumu. Jak pisała sama Róża Luksemburg: „Przez dwie godziny po aresztowaniu Liebknechta masy ludzi kręciły się wokół Potsdamer Platz i sąsiednich ulic, było też wiele bójek z policją. Po raz pierwszy od początku wojny otwarty opór pojawił się na ulicach stolicy”.
Między innymi w rezultacie powyższych wydarzeń Luksemburg została aresztowana 10 lipca 1916 – podobnie jak siedemdziesięcioletni Franz Mehring, Ernest Meyer i Julian Marchlewski. Proces sądowy Luksemburg wykorzystała do protestu przeciwko militaryzacji oraz wojnie. Jej obrońca, Paul Levi, zastosował strategię „dowodliwości twierdzeń”, która polegała na przyznaniu się Luksemburg do zniesławienia Armii Cesarstwa Niemieckiego, ale jednoczesnym stwierdzeniu, że mówiła prawdę. W tym celu przed sądem przedstawiono kilkaset dowodów dotyczących nadużyć (m.in. maltretowania rekrutów), jakich dopuszczały się niemieckie siły zbrojne. Miało to zmusić ówczesnego ministra wojny Ericha von Falkenhayna do konfrontacji z oskarżeniami. Pomimo głośnej sprawy, Luksemburg została skazana na karę 12 miesięcy pozbawienia wolności w więzieniu kobiecym przy Barnimstrasse. Po zwolnieniu na początku 1916 ponownie ją aresztowano i osadzono w wojskowym „areszcie ochronnym” bez wydania wyroku. Przetrzymywano ją m.in. w więzieniu we Wronkach i we Wrocławiu (22 lipca 1917 – 9 listopada 1918). W tym czasie Leo Jogiches został przywódcą Związku Spartakusa i redaktorem gazety, „Spartakusbriefe”.
Przyjaciele przemycali i nielegalnie publikowali artykuły Róży, m.in. napisany w kwietniu 1915 w więzieniu i opublikowanym oraz rozpowszechnianym nielegalnie w czerwcu 1916, pierwotnie pod pseudonimem Junius, Die Krise der Sozialdemokratie (Kryzys socjaldemokracji), znany również jako Junius-Broschüre (Broszura Juniusa). Natomiast w 1918 skończyła pisać Rewolucję Rosyjską, w której krytykowała bolszewików, oskarżając ich o dążenie do dyktatury. W tym kontekście napisała słowa „Freiheit ist immer die Freiheit des Andersdenkenden” („Wolność jest zawsze wolnością dla myślących inaczej”) i kontynuowała w tym samym rozdziale: „Publiczne życie państw o ograniczonej wolności dla tego jest tak żałosne, ubogie, schematyczne, bezpłodne, że wykluczając demokrację odcina się od żywych źródeł wszelkiego duchowego bogactwa i postępu”. W 1917 Związek Spartakusa był powiązany z Niezależną Socjaldemokratyczną Partią Niemiec (USPD), założoną przez Hugo Haase i składającą się z byłych antywojennych członków SPD. W listopadzie 1918 po abdykacji cesarza Wilhelma II władzę w nowej republice przejęły USPD i SPD. Nastąpiło to po rewolucji niemieckiej, która rozpoczęła się wraz z buntem w Kilonii, kiedy rady robotnicze i żołnierskie, chcąc położyć kres I wojnie światowej i monarchii, zajęły dużą część Niemiec. USPD i większość członków SPD poparli rady, podczas gdy przywódcy SPD obawiali się powstania Räterepublik (republiki rad), na wzór sowietów podczas rewolucji rosyjskich 1905 i 1917.

### Rewolucja Niemiecka 1918–1919
Luksemburg została zwolniona z więzienia we Wrocławiu 8 listopada 1918, na trzy dni przed rozejmem z 11 listopada 1918. Dzień później uwolniony z więzienia Karl Liebknecht proklamował w Berlinie Wolną Republikę Socjalistyczną (Freie Sozialistische Republik). Wraz z Luksemburg zreorganizował Związek Spartakusa i założył gazetę „Czerwony Sztandar”. W eseju Przeciw karze śmierci domagali się amnestii dla wszystkich więźniów politycznych i zniesienia kary śmierci. 14 grudnia 1918 opublikowali nowy program Związku Spartakusa.
Od 29 do 31 grudnia 1918 brali udział we wspólnym zjeździe Związku, niezależnych socjalistów i Międzynarodowych Komunistów Niemiec (IKD), na którym postanowiono o założeniu Komunistycznej Partii Niemiec (KPD) pod przewodnictwem Liebknechta i Luksemburg. Luksemburg poparła udział nowej KPD w Weimarskim Zgromadzeniu Narodowym.
Podobnie jak Liebknecht, Luksemburg poparła próbę zbrojnego powstania, chociaż uważała, że rewolucja nadal wymaga dużo czasu na edukowanie mas i nie był to właściwy moment na jej przeprowadzenie. „Czerwony Sztandar” zachęcała buntowników do zajmowania redakcji prasy liberalnej, a później wszystkich stanowisk władzy. 8 stycznia gazeta wydrukowała publiczne oświadczenie Róży Luksemburg, w którym wezwała do rewolucyjnego powstania i zaprzestania negocjacji ze „śmiertelnymi wrogami rewolucji”, czyli rządem Friedricha Eberta–Philippa Scheidemanna.

### Zabójstwo i następstwa

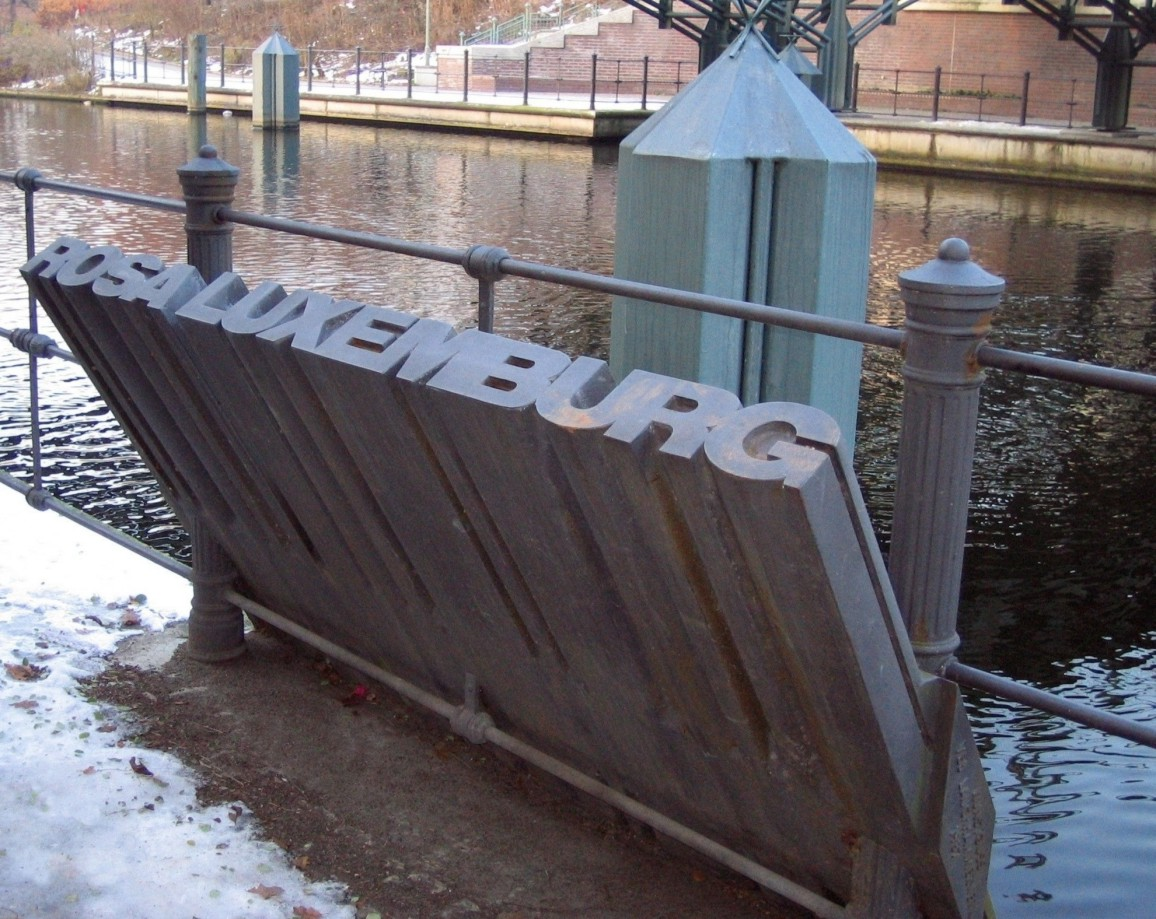
Pomnik Luksemburg w Berlinie, nad Landwehrkanal (2005)

W odpowiedzi na powstanie niemiecki kanclerz i przywódca SPD Friedrich Ebert nakazał Freikorps stłumić rewolucję, co oficjalnie stało się 11 stycznia 1919.
15 stycznia 1919 Róża Luksemburg i Karl Liebknecht zostali uprowadzeni w Berlinie przez Dywizję Strzelców Gwardii Kawalerii Freikorps. Jej dowódca, kapitan Waldemar Pabst, wraz z porucznikiem Horstem von Pflugk-Harttungem przesłuchiwali porwanych przy użyciu tortur, a następnie wydali rozkaz egzekucji. Luksemburg najpierw została powalona kolbą karabinu przez żołnierza Ottona Rungego, po czym porucznik Kurt Vogel lub porucznik Hermann Souchon strzelił jej w głowę. Ciało zamordowanej Róży Luksemburg wrzucono do berlińskiego kanału Landwehr.
Zamach na Różę Luksemburg i Karla Liebknechta wywołał nową falę przemocy w Berlinie i całych Niemczech. Tysiące członków KPD, a także innych rewolucjonistów i cywilów zostało zabitych. W końcu rozwiązano Ludową Dywizję Marynarki Wojennej oraz rady robotnicze i żołnierskie, które przeniosły się na lewicę polityczną.
W końcowym okresie rewolucji niemieckiej miało miejsce wiele przypadków zbrojnej przemocy i strajków na terenie całego kraju. Do znaczących wystąpień doszło w Berlinie, Bremskiej Republice Rad, Saksonii, Saksoni-Gothi, Hamburgu, Nadrenii i Zagłębiu Ruhry. Jako ostatnią powołano Bawarską Republikę Rad, która została słumiona 2 maja 1919 przez siły Reichswehry.
Ponad cztery miesiące po morderstwie Róży Luksemburg i Karla Liebknechta, 1 czerwca 1919, ciało Róży odnaleziono i zidentyfikowano po sekcji zwłok przeprowadzonej w szpitalu Charité w Berlinie. Otto Runge został skazany na karę 2 lat pozbawienia wolności (za „usiłowanie zabójstwa”), a porucznik Kurt Vogel na karę 4 miesięcy pozbawienia wolności (za niezgłoszenie zwłok). Jednak Kurt Vogel uciekł krótko po aresztowaniu. Waldemar Pabst i Hermann Souchon pozostali bezkarni. W późniejszym czasie naziści zrekompensowali Ottonowi Runge uwięzienie (zmarł w Berlinie w sowieckim areszcie po zakończeniu II wojny światowej) oraz połączyli Garde-Kavallerie-Schützendivision z Sturmabteilung (SA). W wywiadzie dla niemieckiego magazynu informacyjnego „Der Spiegel” z 1962 i ponownie we wspomnieniach Waldemar Pabst utrzymywał to, że dwaj przywódcy SPD, minister obrony Gustav Noske i kanclerz Friedrich Ebert, aprobowali jego działania. Zeznanie nie zostało ani potwierdzone, ani zaprzeczone, ponieważ sprawy nie rozpatrzono przez parlament ani sądy. W 1993 badania przeprowadzone przez Klausa Gietingera, na podstawie wcześniej zastrzeżonych dokumentów przechowywanych w Federalnym Archiwum Wojskowym, ujawniły to, że Waldemar Pabst był kluczową postacią w planowaniu zabójstwa Róży Luksemburg i ochronie innych zaangażowanych osób.
Różę Luksemburg pochowano na Cmentarzu Centralnym Friedrichsfelde w Berlinie.

## Poglądy

### Rewolucyjna demokracja socjalistyczna

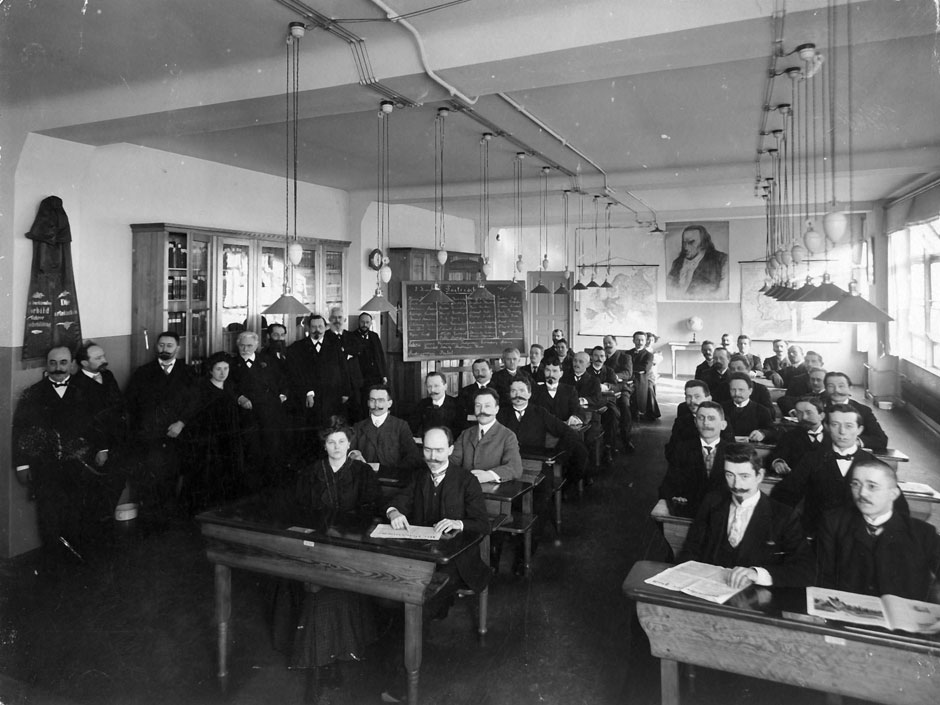
Róża Luksemburg (po lewej) wśród słuchaczy szkoły partyjnej SPD w 1907

W twórczości Luksemburg wyraźne jest przywiązanie do demokracji i konieczność rewolucji. Sama idea demokracji zrywa z „głównym nurtem komunizmu”, ponieważ skutecznie umniejsza rolę partii komunistycznej, ale w rzeczywistości jest bardzo podobna do poglądów Karola Marksa („Wyzwolenie klasy robotniczej musi zostać dokonane przez samą klasę robotniczą”). Niejasność pojęcia demokracji w twórczości Luksemburg mogła stanowić jedną z przyczyn jej początkowych trudności w uzyskaniu szerokiego poparcia. Niemniej, nigdy nie próbowała skonkretyzować owej koncepcji, co wynikało z jej otwartości na modyfikację koncepcji.
Walkę o zdobycie większości w parlamencie uznawała za nieefektywną oraz nierealną, za co krytykowała wielu przedstawicieli socjaldemokracji (w tym szczególnie Eduarda Bernsteina). Według niej, pomiędzy społeczeństwem kapitalistycznym a społeczeństwem socjalistycznym znieść może „tylko młot rewolucji, tzn. zdobycie władzy politycznej przez proletariat”. Zrzeszające przedstawicieli różnych klas społecznych „zgromadzenia narodowe” uznawała za organ fasadowy będący tworem burżuazyjnym i złudnego przekonania o jedności narodu.
Zdobycie władzy politycznej określała marksistowskim pojęciem „dyktatury proletariatu”, choć we wcześniejszych publikacjach nie wypowiadała się co do formy „dyktatury”, poprzestając na stwierdzeniu, że klasa społeczna, która poczuła się wystarczająco silna i dojrzała, by zdobyć władzę, tworzy nowy system prawny. Co jest natomiast ważne w tym kontekście, władzę polityczną Róża Luksemburg utożsamiała z władzą ekonomiczną.
Według Luksemburg dyktatura proletariatu polega na zastąpieniu demokracji służącej systemowi kapitalistycznemu, demokracją służącą budowaniu ustroju socjalistycznego. Jak pisała, dyktatura proletariatu „polega na sposobie stosowania demokracji, nie na jej zniesieniu. Na energicznej, zdecydowanej ingerencji w dobrze nabyte prawa i stosunki gospodarcze społeczeństwa mieszczańskiego, bez czego przewrót socjalistyczny nie da się urzeczywistnić”. Istotne w tej koncepcji są dwa elementy, które wyróżniała:
1. Jak największa aktywność całej klasy robotniczej, a nie tylko partii lub kliki kierowniczej.
2. Zrozumienie, że nie istnieje żadne pewne rozwiązanie budowy socjalistycznego systemu gospodarczego, społecznego i prawnego. Drogi dążenia do takiego systemu wymagają nieustannego eksperymentowania, wymiany doświadczeń i poszukiwania dróg.

Niemniej, Luksemburg określała demokrację socjalistyczną jako działanie większości ludu, czyli uciskanych i wyzyskiwanych pracowników, którymi kieruje chęć dokonania radykalnych zmian kończących z kapitałem i zastanym systemem. Żadna mniejszość w postaci elity rewolucyjnej, przywódcy, zgromadzenia narodowego czy grupy kierowników partyjnych nie może zawłaszczyć tej inicjatywy. Według niej idea rewolucji sama w sobie jest wyrazem najczystszej demokratycznej woli ludu. Natomiast władza rewolucyjna powinna być demokratyczna, czyli wyrażać wolę większości. Mogłaby ona przybierać formę rad robotniczych, wybieralnego zgromadzenia, jak i również ich kombinacji. Niemniej zdanie Luksemburg w tej kwestii było otwarte.
Sama Luksemburg wyjaśniła swoje stanowisko w sprawie demokracji w pismach dotyczących rewolucji rosyjskiej i Związku Radzieckiego, gdzie poddała krytyce niedemokratyczne tendencje obecne podczas przewrotu bolszewickiego:

Bez wyborów powszechnych, nieskrępowanej wolności prasy i zgromadzeń, swobodnej walki przekonań, życie w każdej instytucji publicznej obumiera, staje się życiem pozornym, w którym jedynie biurokracja pozostaje elementem aktywnym. Życie publiczne pogrąża się stopniowo we śnie, kilka tuzinów przywódców partyjnych obdarzonych niewyczerpaną energią i bezgranicznym idealizmem dyryguje i rządzi, spośród nich w rzeczywistości kieruje tuzin głów, a elitę robotników zwołuje się od czasu do czasu na zgromadzenia, by oklaskiwała przemówienia przywódców, jednogłośnie aprobowała przedstawione rezolucje, a więc w gruncie rzeczy gospodarka kliki – w istocie dyktatura, ale nie dyktatura proletariatu, lecz garści polityków, tzn. dyktatura w sensie burżuazyjnym, w sensie panowania jakobinów (przesunięcie Zjazdu Rad z trzech miesięcy na sześć miesięcy!). Więcej jeszcze: takie stosunki muszą sprzyjać zdziczeniu życia publicznego – zamachy, rozstrzeliwanie zakładników itd.

Luksemburg nalegała także na demokrację socjalistyczną, która opierałaby się na wolności dla zwolenników rewolucji, jak i jej przeciwników:

Wolność tylko dla zwolenników rządu, tylko dla członków partii – choćby nawet byli nie wiadomo jak liczni – nie jest wolnością. Wolność jest zawsze wolnością dla myślących inaczej. Nie ze względu na fanatyzm „sprawiedliwości”, lecz dlatego, że zależy od tego cały oświecający, uzdrawiający i oczyszczający walor wolności politycznej i jego oddziaływanie zawodzi, gdy „wolność” staje się przywilejem.

### Teoria imperializmu
Akumulacja kapitału była jedynym oficjalnie opublikowanym dziełem Luksemburg na temat ekonomii za jej życia. W polemice argumentowała, że kapitalizm musi stale rozszerzać się na obszary niekapitalistyczne, aby uzyskać dostęp do nowych źródeł dostaw, rynków wartości dodatkowej i zasobów pracy. Według Luksemburg Karol Marks popełnił błąd w Kapitale, ponieważ proletariat nie mógł sobie pozwolić na kupowanie wytwarzanych przez siebie towarów i niemożliwe było osiągnięcie zysku przez kapitalistów w systemie kapitalistycznym zamkniętym, ponieważ popyt na towary byłby zbyt niski, a tym samym duża część ich wartości nie mogła zostać przekształcona w pieniądze. Według Luksemburg kapitaliści dążyli do realizacji zysków poprzez przerzucanie nadwyżek towarów na gospodarki niekapitalistyczne, stąd zjawisko imperializmu, jako że państwa kapitalistyczne dążyły do zdominowania słabszych gospodarek. Prowadziło to jednak do ich zniszczenia, które stopniowo wchłaniał system kapitalistyczny. Wraz ze zniszczeniem systemów niekapitalistycznych nie byłoby już rynków, na które można by przerzucić nadwyżki towarów, co w efekcie doprowadziłoby do załamania samego systemu kapitalistycznego.

Potrzebne mu [kapitalizmowi) są niekapitalistyczne warstwy społeczne jako rynek zbytu dla jego wartości dodatkowej, jako źródła jego środków produkcji i jako rezerwuar sił roboczych dla jego systemu pracy najemnej. [...] Dlatego też kapitalizm zawsze i wszędzie toczy przede wszystkim walkę o zniszczenie gospodarki naturalnej w każdej napotykanej przezeń postaci historycznej: niewolnictwa, feudalizmu, pierwotnego komunizmu, patriarchalnego gospodarstwa chłopskiego. W walce tej przemoc polityczna (rewolucja, wojna), państwowa śruba podatkowa i taniość towarów są głównymi metodami, które stosuje się po części równolegle, po części kolejno po sobie, i które wzajem się wspierają. W walce z feudalizmem w Europie przemoc przejawiała się w postaci rewolucji (do tej kategorii w ostatecznym efekcie zaliczają się rewolucje XVII, XVIII i XIX wieku), natomiast w krajach pozaeuropejskich, w walce z bardziej prymitywnymi formami społecznymi – w postaci polityki kolonialnej. Stosowany tu system podatkowy i handel prowadzony głównie z prymitywnymi społecznościami stanowią mieszaninę, w której przemoc polityczna splata się ściśle z czynnikami ekonomicznymi.

Akumulacja kapitału została skrytykowana zarówno przez marksistowskich, jak i niemarksistowskich ekonomistów. Książce zarzucano, że logika niemożności osiągania zysków w systemie zamkniętym kapitalistycznym była błędna, a jej teoria podkonsumpcyjna zbyt surowa. Wnioski, że granice systemu kapitalistycznego prowadzą do imperializmu oraz wojny, popchnęły Luksemburg w stronę działania przeciwko militaryzmowi i kolonializmowi.

### Dialektykaspontaniczności i organizacji
Dialektyka spontaniczności i organizacji była centralną cechą filozofii politycznej Luksemburg, w której spontaniczność jest oddolnym podejściem do organizowania zorientowanego na partię i walkę klas. Przekonywała, że spontaniczność i organizacja nie są odrębnymi działaniami, ale różnymi momentami jednego procesu politycznego, ponieważ jeden bez drugiego nie istnieje. Przekonania te wyrosły z poglądu o walce klas, która ewoluuje od elementarnego, spontanicznego stanu do wyższego poziomu:

Klasy robotnicze w każdym kraju dopiero uczą się walczyć w toku swoich zmagań. [...] Socjaldemokracja [...] jest tylko przednią strażą proletariatu, małą częścią ogółu mas pracujących; krew z ich krwi i ciało z ich ciała. Socjaldemokracja szuka i odnajduje drogi i poszczególne hasła walki robotniczej dopiero w toku rozwoju tej walki i tylko przez tę walkę zdobywa kierunki dalszego rozwoju.

Luksemburg nie uważała spontaniczności za abstrakcję, ale rozwinęła dialektykę spontaniczności i organizacji pod wpływem masowych strajków w Europie, zwłaszcza rewolucji rosyjskiej z 1905 roku. W przeciwieństwie do socjaldemokratycznej ortodoksji II Międzynarodówki, nie uważała organizacji za wytwór naukowo-teoretycznego wglądu w imperatywy historyczne, ale za wytwór walk klas robotniczych.

Socjaldemokracja jest po prostu ucieleśnieniem walki klasowej współczesnego proletariatu, walki napędzanej świadomością własnych historycznych konsekwencji. Masy są w rzeczywistości swoimi własnymi przywódcami, dialektycznie kreującymi własny proces rozwoju. Im bardziej socjaldemokracja będzie się rozwijać, rosnąć i umacniać, tym bardziej oświecone masy robotnicze będą brać w swoje ręce własne losy, kierownictwo ruchu i determinację jego kierunku. A ponieważ cały ruch socjaldemokratyczny jest tylko świadomą awangardą proletariackiego ruchu klasowego, który, mówiąc słowami Manifestu Komunistycznego, reprezentuje w każdym momencie walki stałe interesy wyzwolenia i cząstkowe interesy grupowe siły roboczej vis à vis interesów ruchu jako całości, a więc w ramach socjaldemokracji jego przywódcy są tym potężniejsi, im bardziej wpływowi, tym wyraźniej i świadomiej czynią się jedynie rzecznikiem woli i dążeń oświeconych mas, jedynie agentów obiektywnych praw ruchu klasowego.

Luksemburg również argumentowała:

Nowoczesna klasa proletariacka nie prowadzi walki według planu określonego w jakiejś książce lub teorii; współczesna walka robotnicza jest częścią historii, częścią postępu społecznego i w środku historii, w środku postępu, w środku walki, uczymy się, jak musimy walczyć. [...] Właśnie to jest w tym godne pochwały, właśnie dlatego ten kolosalny kawałek kultury w ramach nowoczesnego ruchu robotniczego określa epokę: że wielkie masy ludu pracującego najpierw wykuwają z własnej świadomości, z własnej wiary, a nawet z własnego zrozumienia broń własnego wyzwolenia.

### Krytyka rewolucji październikowej
W artykule opublikowanym tuż przed rewolucją październikową Luksemburg scharakteryzowała rosyjską rewolucję lutową 1917 jako „rewolucję proletariatu” i twierdziła, że „liberalna burżuazja” została popchnięta do defensywy przez wystąpienie „władzy proletariackiej”. Powiedziała, że zadaniem rosyjskiego proletariatu, oprócz walki z „imperialistyczną burżuazją”, jest zakończenie „imperialistycznej” wojny światowej. Według Luksemburg wojna światowa sprawiła, że Rosja dojrzała do rewolucji socjalistycznej. Dlatego „niemiecki proletariat także [...] staje przed sprawą honoru, i to bardzo brzemienną w skutki sprawą”.
W kilku pracach, w tym w eseju napisanym z więzienia i opublikowanym pośmiertnie przez jej towarzysza Paula Levi (którego publikacja przyspieszyła jego wydalenie z Trzeciej Międzynarodówki) Rewolucja Rosyjska, Luksemburg ostro skrytykowała niektóre działania bolszewików, takie jak tłumienie Zgromadzenia Ustawodawczego w styczniu 1918, czy ich wsparcie rzekomego prawa wszystkich narodów do samostanowienia. Taka polityka w krajach kresowych miała doprowadzić wyłącznie do przejęcia władzy przez klasy burżuazyjne, a tym zdecydowanie nie zależało na samostanowieniu narodów, ponieważ nie leżało to w ich interesie klasowym. Według Luksemburg strategiczne błędy bolszewików stworzyły ogromne niebezpieczeństwa dla rewolucji, takie jak jej biurokratyzacja, czy finalnie powstanie dyktatury, która mogłaby być gorsza niż rządy caratu.
W sprawie hasła samostanowienia narodów Luksemburg pisała:

Naturalnie, we wszystkich tych wypadkach to nie „narody” naprawdę prowadzą tę reakcyjną politykę, lecz klasy burżuazyjne i drobnomieszczańskie, które w najostrzejszym przeciwieństwie do mas swego własnego proletariatu przeinaczyły „prawo narodu do samookreślenia" w narzędzie swej klasowej, kontrrewolucyjnej polityki. Ale – i tu dochodzimy do sedna problemu – na tym właśnie polega utopijnodrobnoburżuazyjny charakter tego nacjonalistycznego frazesu, że w surowej rzeczywistości społeczeństwa klasowego, a zwłaszcza w epoce skrajnie zaostrzonych przeciwieństw, przekształca się on po prostu w środek burżuazyjnego panowania klasowego. Bolszewicy za cenę największych szkód dla siebie i dla rewolucji zostaną pouczeni o tym, że właśnie pod panowaniem kapitału nie na żadnego samookreślenia narodu, że w społeczeństwie klasowym każda klasa narodu pragnie się inaczej „samookreślić” i że dla klas burżuazyjnych zasady wolności narodowej całkowicie ustępują zasadom panowania klasowego. Burżuazja fińska i drobnomieszczaństwo ukraińskie były całkowicie zgodne w tym, by przedkładać niemiecki despotyzm nad wolność narodową, jeśliby miała ona być związana z niebezpieczeństwem „bolszewizmu”.

Luksemburg była gorącą zwolenniczką pluralizmu, wolności poglądów i prasy. Bolszewikom zarzucała brak poszanowania dla demokracji i elitarystyczną koncepcję roli partii w procesie rewolucyjnym. I to właśnie niedemokratyczny charakter rewolucji bolszewickiej poddawała szczególnej krytyce. Zwracała uwagę na fakt, że ograniczenie pojęcia wolności wyłącznie dla członków partii mija się z celem socjalistycznej rewolucji. Tak samo jej prowadzenie uwzględniając wyłącznie przywództwo kierownictwa partii, a nie zbuntowanych mas. Pisała, że „wolność tylko dla zwolenników rządu, tylko dla członków partii – choćby nawet byli nie wiadomo jak liczni – nie jest wolnością”.
Z okresu rewolucji bolszewickiej pochodzi jej znany aforyzm: „Nie ma prawdziwego socjalizmu bez demokracji, tak jak nie ma prawdziwej demokracji bez socjalizmu”. Z drugiej strony – w miarę pozyskiwania większej ilości informacji na temat specyfiki sytuacji w Rosji podkreślała konieczność (z rewolucyjnego punktu widzenia) wprowadzenia przez bolszewików wielu „środków nadzwyczajnych” w celu obrony państwa robotniczego. Podkreślała, że niezależnie od rezultatów rewolucji 1917 Leninowi i jego partii należy się szacunek, gdyż jako pierwsi na świecie odważyli się wprowadzić w życie to, o czym do tej pory dyskutowano jedynie teoretycznie. Tym bardziej, jeśli weźmie się pod uwagę sytuacje, w jakiej znajdowała się wówczas Rosja, kraj wyczerpany wojną, osaczony przez imperializm i zdradzony przez międzynarodowy proletariat.
Teoretycy bolszewiccy, tacy jak Włodzimierz Lenin i Lew Trocki, odpowiedzieli na krytykę argumentując, że poglądy Luksemburg były klasycznie marksistowskimi, ale nie można ich było zastosować w przypadku Rosji z 1917. Twierdzili, że nabyte doświadczenie, chociażby przez konfrontację z partiami burżuazyjnymi, zmusiły ich do zrewidowania strategii marksistowskiej. Zwracali uwagę, że sama Luksemburg po wyjściu z więzienia zmuszona została do konfrontacji ze Zgromadzeniem Narodowym w Niemczech, co porównywali z własnym konfliktem z rosyjskim Zgromadzeniem Ustawodawczym.

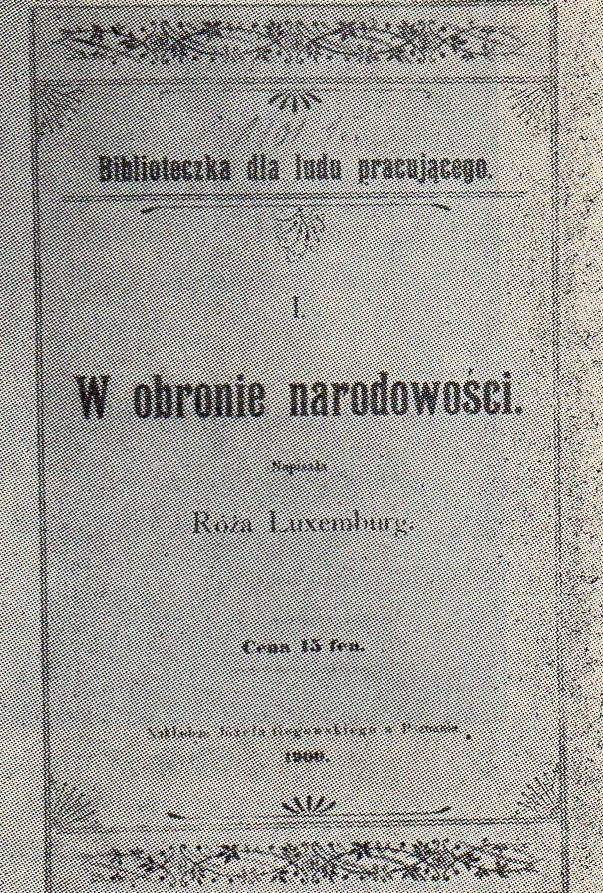
Okładka broszury W obronie narodowości opublikowana w Poznaniu w końcu 1900

### Kwestia kobieca
Podobnie jak jej towarzyszki Clara Zetkin i Aleksandra Kołłontaj, aktywne działaczki na rzecz feminizmu socjalistycznego, Luksemburg również uważała, że w kapitalizmie kobiety są uciskane podwójnie: w rodzinie i w miejscu pracy. Twierdziła, że konfliktów płciowych nie da się ograniczyć wyłącznie do prostego antagonizmu między mężczyznami i kobietami, ale mają one głębsze korzenie w systemie kapitalistycznym, w którym płatna praca jest uważana za produkt. Albańska politolożka Lea Ypi twierdzi, że Luksemburg można uznać za pionierkę teorii reprodukcji społecznej, oferującą analizę akumulacji kapitału, w której utowarowienie pracy domowej stanowi krok w progresywnej ekspansji stosunków kapitalistycznych na niekapitalistyczne sfery, takie jak gospodarstwo domowe.
Chociaż Luksemburg nie przedstawiła tego argumentu wprost, jej obrona praw kobiet łączyła się z ostrą krytyką systemu kapitalistycznego, który postrzegał pracę domową, tj. pracę tradycyjnie wykonywaną przez kobiety, jako nieproduktywną, a także w którym kobietom z proletariatu brakowało podstawowych praw politycznych. Dlatego, gdy belgijscy socjaldemokraci zgodzili się na sojusz z partią liberalną, rezygnując tym samym z żądania praw wyborczych dla kobiet, Luksemburg potępiła porozumienie w najostrzejszych słowach. Twierdziła, że prawa wyborcze dla kobiet nie tylko poprawią ogólną reprezentację demokratyczną, ale także „wyczyszczą duszącą atmosferę obecnego, filisterskiego życia rodzinnego, które tak bezbłędnie odbija się na członkach naszej partii”.

### Sprawa polska
Róża Luksemburg, chociaż pochodziła z rodziny żydowskiej, to od najmłodszych lat wychowywana była w kulturze polskiej oraz niemieckiej, a jako swoją narodowość zawsze uznawała polską. Natomiast względem swoich żydowskich korzeni nie żywiła większych sentymentów, a nawet okazywała niechęć względem kultury judaistycznej. Według Tadeusza Radwańskiego, jednego z działaczy SDKPiL, Luksemburg w ogóle nie traktowała jidysz jako odrębnego języka, a określała go mianem „żargonu”.
Miała szczególnym sentymentem darzyć polską kulturę romantyczną, a przede wszystkim twórczość Adama Mickiewicza, na którą powoływała się m.in. w swojej publikacji z 1895 Niepodległa Polska i sprawa robotnicza. Powołując się na cytaty z Pana Tadeusza dowodziła, że urzeczywistnienie sprawy narodowej może być możliwe w międzynarodowej walce robotników o socjalizm. W jej listach do Leona Jogichesa również można znaleźć wiele odwołań do Mickiewicza. W artykule Kartki z przeszłości dowodziła, że Mickiewicz był największym polskim poetą i dzięki niemu Polacy weszli w grono narodów najbardziej kulturalnych. Według Luksemburg twórczość polskiego wieszcza ukazywała ostatnią już fazę Polski szlacheckiej w przededniu jej rozkładu i zastąpienia przez nowoczesne, kapitalistyczne stosunki produkcji, które wymieniły zubożałe, ale autentycznie wtedy jeszcze patriotyczne warstwy szlacheckie, na cyniczną i gotową służyć zaborcy burżuazję. Luksemburg uznawała Mickiewicza za objawienie polskiej kultury, który błyskotliwie przedstawił życie szlacheckie i w swojej miłości ojczyzny potrafił zmierzyć się z samym Bogiem, co miał uczynić w dramacie Dziady.
Od początków istnienia polskiego ruchu robotniczego sprawa niepodległości Polski wzbudzała dyskusje. Pierwsza polska partia robotnicza, do której należała młoda Róża, Socjalno-Rewolucyjna Partia Proletariat głosiła międzynarodową solidarność ludzi pracy i odrzucała niepodległość jako pierwszoplanowy cel walki. Taka postawa będzie towarzyszyć Luksemburg przez resztę życia, co w większości wynikało z jej skrajnie materialistycznego pojmowania historii oraz rzeczywistości.
W 1893 Luksemburg reprezentowała Socjaldemokrację Królestwa Polskiego na kongresie II Międzynarodówki w Zurychu. Wówczas pierwszy raz doszło do starcia pomiędzy nią a przedstawicielami opcji niepodległościowej, którzy w późniejszym czasie związani byli z Polską Partią Socjalistyczną. Sprzeciwiła się niepodległości, głosząc w duchu poglądów Ludwika Waryńskiego, stawianie na pierwszym planie walkę z kapitalizmem, a kwestię niepodległości odłożyć do momentu powszechnego wyzwolenia proletariuszy. Jak zauważył biograf Paul Frölich, jej przemówienie stanowiło wydarzenie wcześniej niespotykane, ponieważ socjaliści dotychczas dogmatycznie traktowali wypowiedzi Marksa i Engelsa o rewolucyjnym potencjale polskich powstań narodowych.
W tym samym czasie broniła prawa do rozwoju kulturalnego społeczeństwa polskiego pod zaborami. W opublikowanej przez siebie broszurze W obronie narodowości wskazywała, że Polacy mają prawo do zachowania swojej tożsamości i języka, a prawdziwym przeciwnikiem tego nie jest społeczeństwo niemieckie, a jego kapitalistyczne elity, dla których nacjonalizm jest sposobem tworzenia sztucznej identyfikacji społecznej.
Jak zauważył Feliks Tych:

Róża Luksemburg twierdziła, że Polska ma prawo do języka, szkół, nieskrępowanej kultury. Jej zdaniem jednak niepodległość mogła się ziścić tylko dzięki wielkiej wojnie, czyli wielkiej rzezi. I tak się zresztą stało. Sądziła też, że świat się przyzwyczaił, że Polski nie ma na mapie, a państwa europejskie powinny się scalać w jednej pacyfistycznej federacji. Dla niej wojny były największym zagrożeniem dla ludzkości. I rzeczywiście, obie wojny światowe pochłonęły miliony ludzi (…).

Stanowisko Luksemburg i konflikt z PPS było motywowany przede wszystkim jej badaniami naukowymi nad rozwojem gospodarczym w Polsce, jak również warunkami życia polskich robotników. Jej sprzeciw wobec niepodległości Polski był powodowany przede wszystkim obawą o gospodarczą recesję, której efekty mogłyby źle wpłynąć na poziom życia polskich obywateli. Niemniej, dopóki polski kapitalizm dopiero zaczynał się rozwijać, a rosyjski imperializm był już umocniony, to polskie ruchy patriotyczne zasługiwały na poparcie ze względu na swój postępowy charakter. Jednak Luksemburg obawiała się, że rozwój ruchów narodowowyzwoleńczych doprowadzi do powstanie bezsensownych sporów narodowych, zamiast skupienia się na kwestii ekonomicznej.
Powstanie dużych ośrodków przemysłowych stworzyło ruch robotniczy, który uzyskując świadomość klasową miał jednocześnie nabyć świadomość sojuszu z klasą robotniczą krajów ościennych, a w związku z tym uznać konieczność pierwszeństwa międzynarodowej walki z kapitałem nad kwestię osiągnięcia niepodległości państwa. Ze względu, że gospodarki Kongresówki oraz Rosji były ze sobą ściśle powiązane (2/3 eksportu szło do Rosji), to stworzenie niepodległego państwa nie było w interesie żadnej z klas. Natomiast w sytuacji jej uzyskania, jeśli wcześniej nie nastąpiłoby wyzwolenie proletariatu, w nowym państwie porządek ekonomiczny, prawny i polityczny byłyby narzucany wyłącznie przez klasę kapitalistów.
Luksemburg w artykule Socjalpatriotyzm w Polsce z 1895:

Pozytywne zadania polskiego proletariatu układają się ściśle analogicznie do zadań socjaldemokratów we wszystkich innych krajach. Zadania te polegają na demokratyzacji danych warunków państwowych. Przez to, że Rosja i Polska stają się jednym kapitalistycznym mechanizmem, polski i rosyjski proletariat stają się jedną klasą robotniczą, a ich wspólnym najbliższym celem staje się obalenie caratu.
Walka o polityczną wolność w Rosji daje polskiemu proletariatowi zupełną możność walczenia nie tylko o jego interesy robotnicze, lecz jednocześnie daje mu możność wywalczenia w sposób jedynie skuteczny autonomicznej swobody w Polsce i w ten sposób stania na straży zagrożonej narodowości polskiej.

Ze względu, że „narodowa burżuazja” nie stanowiła żadnej gwarancji polepszenia warunków bytowych klasy robotniczej, Luksemburg opowiadała się za strategią autonomistyczną. Polska, zamiast odrywać się od Rosji, miała posiadać „samorząd lokalny”, co tworzyłoby szansę dla socjaldemokracji, która powinna walczyć o demokratyzację władzy samorządowej i powszechne prawo wyborcze dla ogółu społeczeństwa (burżuazja bowiem chciałaby ich ograniczenia). Luksemburg sądziła, że w miarę rozwoju imperialistycznej fazy kapitalizmu między władzą centralną, a samorządową, zacznie narastać sprzeczność, ponieważ imperializm preferuje silną, scentralizowaną i autorytarną władzę. Demokratyczny samorząd miałby być hamulcem dla autorytarnej władzy centralnej. Uzależnianie się gospodarek Królestwa Kongresowego i Cesarstwa Rosyjskiego miał stanowić element sprzyjający powstawaniu autonomii, ale również procesu demokratyzacji na obszarze całego państwa. Władze autonomii byłyby odpowiedzialne za obszary: publicznej edukacji w języku narodowym, ochrony zdrowia, prawa karnego i cywilnego, a prawa pracy. Luksemburg zakłada również zastąpienie stałej armii lokalną milicją (na wzór szwajcarski). Samorząd posiadałby również szerokie kompetencje w zakresie polityki gospodarczej – przede wszystkim w górnictwie, leśnictwie, rolnictwie, transporcie morskim i lądowym.

### Ostatnie słowa: wiara w rewolucję
Ostatnie znane słowa Luksemburg napisane zostały w wieczór jej morderstwa i dotyczyły wiary w masy i tego, co postrzegała jako nieuchronność triumfującej rewolucji:

Kierownictwo zawiodło. Ale może i musi powstać nowe kierownictwo wyłonione przez masy i spośród mas. Masy są czynnikiem decydującym, są opoką, na której wzniesione zostanie ostateczne zwycięstwo rewolucji. Masy stanęły na wysokości zadania, uczyniły z tej „klęski” kolejne ogniwo owych historycznych klęsk, które stanowią dumę i siłę międzynarodowego socjalizmu. I dlatego z tej „klęski” wyrośnie przyszłe zwycięstwo. „Porządek panuje w Berlinie!” O nędzne zbiry! Wasz „porządek” jest zamkiem na lodzie.
Rewolucja już jutro „znowu wśród grzmotów do góry się wzniesie” i ku waszemu przerażeniu i wśród dźwięków surm oznajmi:
Byłam, jestem, będę!

## Życie prywatne
Miała dwóch braci: Józefa oraz Maksymiliana.
19 kwietnia 1898 w Bazylei zawarła związek małżeński z Gustavem Lübeckiem, z którym rozwiodła się 4 kwietnia 1903. Było to małżeństwo fikcyjne, aby otrzymać niemieckie obywatelstwo. Decydujący wpływ na prywatne życie Róży Luksemburg miał Leon Jogiches (Jan Tyszka), którego poznała w Szwajcarii w 1891, kiedy miała 21 lat, a on 24 lata. Ich nieformalny związek trwał do 1906. Większość czasu mieszkali w różnych krajach – a nawet gdy byli w tym samym mieście, nigdy nie mieszkali razem w jednym mieszkaniu. Niektóre źródła podają, że byli małżeństwem.
Jedną z jej pasji stanowiła botanika, której poświęcała się w wolnym czasie. W okresie 1913–1918 zapisała 18 zeszytów, z których 17 stanowi zbiór roślin, natomiast jeden „notatki geologiczne i botaniczne”. Zielnik liczy łącznie 370 stron. Był przede wszystkim tworzony w czasie pobytów Luksemburg w aresztach i więzieniach. Oryginał obecnie znajduje się w Archiwum Akt Nowych w Warszawie.
Luksemburg była miłośniczką zwierząt, zwłaszcza kotów. Jej ulubienicą była kotka o imieniu Mimi, o której wiele razy wspominała w listach.

## Prace w języku polskim
- Akumulacja kapitału. Przyczynek do ekonomicznego wyjaśnienia imperializmu. (wyd. PWN, Warszawa 1963, wyd. Książka i Prasa, Warszawa 2011).
- Czego chce Związek Spartakusowców. (wyd. Wyższa Szkoła Nauk Społecznych przy KC PZPR, Warszawa 1959).
- Kryzys socjaldemokracji. (wyd. Książka i Prasa, Warszawa 2005).
- Listy do Leona Jogichesa-Tyszki. (t. 1-3, wyd. Książka i Wiedza, Warszawa 1968–1971).
- Listy z więzienia. (wyd. Książka i Wiedza, Warszawa 1950 oraz PIW, Warszawa 1982).
- O Rewolucji. Rosja 1905, 1917. (wyd. Książka i Prasa, Warszawa 2008).
- Rewolucja rosyjska. (wyd. Instytut Literacki, Paryż 1961).
- Rok 1905. Wybór artykułów. (wyd. Książka i Wiedza, Warszawa 1951).
- Rozwój przemysłu w Polsce. (wyd. Książka i Wiedza, Warszawa 1957).
- Wstęp do ekonomii politycznej. (wyd. Książka i Wiedza, Warszawa 1959).
- Wybór pism. (t. 1-2, wyd. Książka i Wiedza, Warszawa 1959).

## Wybrane odniesienia w kulturze

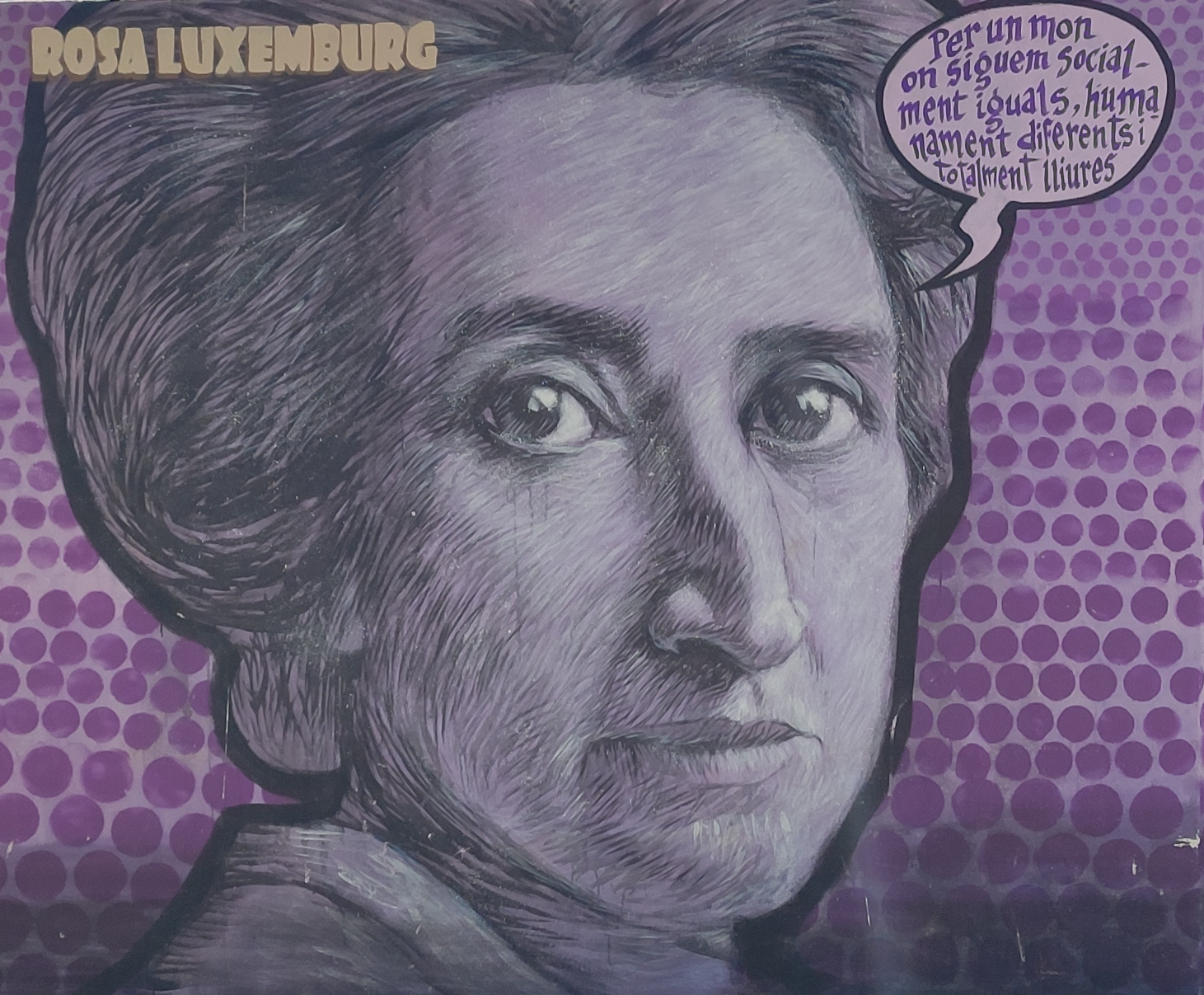
Część muralu w miejscowości Gandia, na którym znajduje się m.in. wizerunek Róży Luksemburg

- Część muralu w miejscowości Gandia, na którym znajduje się m.in. wizerunek Róży LuksemburgIV tom powieści November 1918, eine deutsche Revolution autorstwa Alfreda Döblina zatytułowany został Karl und Rosa i poświęcony postaciom Róży Luksemburg oraz Karlowi Liebknechtowi[79].
- Utwór I Was I Am I Shall Be niemieckiej grupy muzycznej Heaven Shall Burn, opublikowany na albumie Invictus (Iconoclast III) wydanym w 2010, został zainspirowany osobą Róży Luksemburg (oraz Karla Liebknechta).
- Paul Celan poświęcił Róży Luksemburg wiersz DU LIEGST.
- W 1966 w Teatrze im. Jaracza w Olsztynie miała premierę sztuka Wybieram Odwagę stworzona przez Halinę Słojewską na podstawie listów Róży Luksemburg[80][81].
- Jest jedną z bohaterek wyprodukowanego przez Telewizję Polską w latach 1979–1981 polskiego serialu historycznego Najdłuższa wojna nowoczesnej Europy w reżyserii Jerzego Sztwiertni. Odtwórczynią jej roli była Katarzyna Skolimowska.
- W 1986 Barbara Sukowa dostała nagrodę dla najlepszej aktorki na festiwalu filmowym w Cannes za tytułową rolę w Rosa Luxemburg reżyserki Margarethe von Trotta.
- W 1992 malarz Jean-Paul Riopelle stworzył fresk złożony z trzydziestu obrazów zatytułowany Tribute to Rosa Luxemburg[82][83].
- W 2005 została wydana powieść Rosa autorstwa Jonathana Rabba, która przedstawia fikcyjną relację z wydarzeń prowadzących do morderstwa Luksemburg[84].
- W 2010 indyjski kolektyw artystyczny Raqs Media Collective stworzył film The Accumulation of Capital inspirowany dziełem Luksemburg Akumulacja Kapitału[85].
- 20 listopada 2011 odbył się w Warszawie wernisaż prac „Rosa Mystica”, autorstwa Sergiusza Skrzypczyszyna-Trockiego, poświęconych postaci Róży Luksemburg.
- Włoska grupa Bandabardò w 2012 wydała album z piosenką o nazwie Rosa Luxemburg, która opowiada jej historię[86].
- W 2015 nakładem wydawnictwa Verso ukazała się biografia Róży Luksemburg w formie powieści graficznej Red Rosa autorstwa Kate Evans[87]. W Polsce wydana pod tytułem Czerwona Róża w 2020 przez Wydawnictwo Ekonomiczne Heterodox[88].
- W 2016 w Centrum Rezydencji Teatralnej w Poznaniu miała premierę sztuka teatralna Róża autorstwa Mateusza Atmana i Agnieszki Jakimiak[89].
- W 2019 zespół Melrose Quartet opublikował album The Rudolph Variations, na którym znalazła się piosenka A Strange Time to Bloom poświęcona Róży Luksemburg[90].
- Feministyczny magazyn „Lux”, który rozpoczął działalność w 2020, podaje, że nosi nazwę po Róży Luksemburg, opisując ją jako „jeden z najbardziej kreatywnych umysłów, które przekonstruowały tradycję socjalistyczną”[91].
- W 2022 w Galerii Sztuki Współczesnej we Wrocławiu miał premierę film Wszystko znajome postacie nawiązujący do botanicznej pasji Róży Luksemburg[92].